# Kotrakere, Mudigere
Kotrakere là một làng thuộc tehsil Mudigere, huyện Chikmagalur, bang Karnataka, Ấn Độ.